# Ягеманн, Людвиг фон
Людвиг фон Ягеманн (нем. Ludwig Hugo Franz von Jagemann; 13 июня 1805, Лауда-Кёнигсхофен, Штутгарт — 11 июля 1853, Ахерн, Великое герцогство Баден, Германский союз или Карлсруэ) — известный баденский юрист.

## Биография
Был членом и прокурором фрайбургского суда. C 1843 года — советник в Министерстве юстиции по делам мест заключения. Изучал тюремное дело в командировках в Англию, Францию и Бельгию, после чего заведовал постройкой Брухзальской тюрьмы, устроенной по системе одиночного заключения. Опыт этой работы опубликовал в статье «К обоснованию и исполнению принципа одиночного заключения в тюрьмах» (нем.  Zur Begründung und Verwirklichung des Grundsatzes der Einzelhaft in Strafgefängnissen; Frankfurt/M., 1848; также в журнале «Zeitschrift für deutsches Strafverfahren». — Neue Folge, Bd. 5).
В 1847—1849 годах — генеральный военный юрист в военном министерстве.
В 1840 году совместно с Ф. Нёльнером (нем. Friedrich Nöllner) основал и в последующем редактировал журналы «Zeitschrift für deutsches Strafverfahren einschließlich des Gefängniswesens» (1840—1847), «Zeitschrift für deutsche Strafverfahren» (1844—1849), «Gerichtssaal» (Erlang., 1849).

## Избранные труды
- Jagemann L. Beiträge zur Erläuterung der neuen bad. Strafgesetzgebung. — Freiburg, 1847; (в сотрудничестве с Вильгельмом Братером)
- Jagemann L., Brauer W. Criminallexikon. — Erlangen, 1854. (фотомеханические переиздания оригинала — Leipzig : Zentralantiquariat der DDR, 1975. — 718 S.; Köln, Wien : Böhlau, 1976. — 718 S. ISBN 3-412-02476-7)
- Jagemann L. Deutsche Städte und deutsche Männer, nächst Betrachtungen über Kunst, Leben und Wissenschaft. — Leipzig, 1842; (новое изд., 1846).
- Jagemann L. Die Militärstrafen im Lichte der Zeit. — Erlangen, 1849.
- Jagemann L. Handbuch der gerichtlichen Untersuchungskunde. — Bd. 1., Die Theorie der Untersuchungskunde enthaltend. — Frankfurt am Main, 1838—1841[3]. (фотомеханическое переиздание оригинала — Leipzig : Zentralantiquariat der DDR, 1976. — 772 S.)